# Post Nuclear
Post Nuclear è il secondo album di Dismantled, è sul genere chiamato Aggrotech. Questo è considerato dalla critica e dal pubblico l'album più completo di Dismantled fino alla data odierna.

## Tracce
1. Armed and Ready – 6:06
2. Backwards – 5:07
3. The Swarm – 5:09
4. Had a Life – 5:48
5. Cornered – 6:39
6. Exit – 6:37
7. A Shallow Light – 5:44
8. The Last Excuse – 6:04
9. Essence – 6:37
10. Froma The Coma - Swept in Ruin – 6:47